# 佐々木野資敦
佐々木野 資敦（ささきの すけあつ）は、江戸時代前期の公卿。

## 生涯
※以下年齢表記は数え年。
従三位前権中納言庭田重定の二男として、元和4年（1618年）に生まれる。その2年後、父が薨去する。
寛永2年（1625年）、8歳のとき明正天皇から後光明天皇への譲位の二日後に叙爵される。同9年、15歳で元服。承応元年、35歳で従三位に叙され、公卿となった。
寛文2年（1662年）、治部卿在任中に、薨去。45歳。

## 官歴
- 寛永2年10月5日（1625年11月4日）、従五位下
- 寛永9年3月28日（1632年5月17日）、木工頭[2]
- 寛永10年1月5日（1633年2月13日）、従五位上
- 寛永13年1月5日（1636年2月11日）、正五位下
- 寛永17年1月5日（1640年2月26日）、従四位下
- 寛永21年1月5日（1644年2月12日）、従四位上
- 正保5年1月5日（1648年1月29日）、正四位下
- 承応元年12月7日（1653年1月6日）、従三位
- 承応4年1月5日（1655年2月11日）、治部卿
- 明暦3年1月5日（1657年2月17日）、正三位

## 系譜
- 父：庭田重定
- 母：家女房[3]
  - 兄弟：庭田重秀
- 猶父：守賢
- 妻：不詳
  - 子：資時[4]